# 은율 봉양서원
봉양서원(鳳陽書院)은 황해남도 은율군 장연면(長連面) 동부리에 있는 서원이다.
1695년 문순공 박세채(文純公 朴世采)를 모시려고 지었고, 1696년 사액을 받았다.

## 같이 보기
- 박세채